# Paragalago
Paragalago – rodzaj ssaków naczelnych z podrodziny Galaginae w obrębie rodziny galagowatych (Galagidae).

## Rozmieszczenie geograficzne
Rodzaj obejmuje gatunki występujące w Afryce.

## Morfologia
Długość ciała 9–18 cm, ogona 16–27 cm; masa ciała 35–200 g.

## Systematyka
Rodzaj zdefiniował w 2017 roku międzynarodowy zespół zoologów (Południowoafrykanka Judith C. Masters, Francuzi Fabien Génin i Sébastien Couette, Brytyjczyk Colin Peter Groves, Amerykanin Stephen D. Nash oraz Włosi Massimiliano Delpero i Luca Pozzi) w artykule poświęconym nowemu rodzajowi galagowatych, opublikowanym w czasopiśmie „Zoological Journal of the Linnean Society”. Gatunkiem typowym jest (oryginalne oznaczenie) galagonik zanzibarski (P. zanzibaricus).

### Etymologia
Paragalago: gr. παρα para ‘blisko’; rodzaj Galago É. Geoffroy Saint-Hilaire, 1796 (galago).

### Podział systematyczny
Takson wyodrębniony na podstawie danych genetycznych i morfologicznych z Galagoides. Do rodzaju należą następujące gatunki:
| Grafika | Gatunek                 | Autor i rok opisu              | Nazwa zwyczajowa      | Podgatunki         | Rozmieszczenie geograficzne | Podstawowe wymiary                            | Status IUCN |
| ------- | ----------------------- | ------------------------------ | --------------------- | ------------------ | --- | --------------------------------------------- | ----------- |
|         | Paragalago rondoensis   | (Honess, 1997)                 | galagonik malutki     | gatunek monotypowy | endemit Tanzanii (płaty wilgotnych lasów (rezerwaty Litipo, Rondo, Ziwani, Pugu Hills/Kazimzumbwi, Zareninge i Pande Game)); zakres wysokości: 100–900 m n.p.m.                                                                         | DC: 9–12 cm DO: 16–22 cm MC: 35–70 g          | EN          |
|         | Paragalago orinus       | (B. Lawrence & Washburn, 1936) | galagonik tanzański   | gatunek monotypowy | na wielu obszarach Eastern Arc Mountains w południowo-wschodniej Kenii i wschodniej Tanzanii (włącznie z Taita Hills, zachodnimi i wschodnimi górami Usambara, górami Uluguru, Udzungwa i Rubeho); zakres wysokości: 1200–2000 m n.p.m. | DC: 12,5–15 cm DO: 17–19 cm MC: około 80 g    | VU          |
|         | Paragalago granti       | (O. Thomas & Wroughton, 1907)  | galagonik mozambicki  | gatunek monotypowy | wybrzeże od rzeki Rufidżi (południowo-wschodnia Tanzania) do rzeki Limpopo (południowo-wschodni Mozambik) i obszary górskie (np. góry Thyolo, Malawi), na zachód do Chimanimani (Zimbabwe); zakres wysokości: do 1800 m n.p.m.          | DC: 9–12 cm DO: 16–22 cm MC: 37–70 g          | LC          |
|         | Paragalago cocos        | (E. Heller, 1912)              | galagonik kenijski    | gatunek monotypowy | pas nadmorski i lasy galeriowe wschodniej Kenii, północno-wschodniej Tanzanii i prawdopodobnie południowego Sudanu; zakres wysokości: 0–350 m n.p.m.                                                                                    | DC: około 17 cm DO: około 27 cm MC: 155–180 g | LC          |
|         | Paragalago zanzibaricus | (Matschie, 1893)               | galagonik zanzibarski | 2 podgatunki       | endemit północno-wschodniej Tanzanii (Udzungwa w Kihansi, Uluguru, wschodnie góry Usambara na południe do rzeki Rufidżi i archipelag Zanzibar (Zanzibar i Mafia); zakres wysokości: 0–1070 m n.p.m.                                     | DC: 12–18 cm DO: 17–24 cm MC: 100–200 g       | NT          |

Kategorie IUCN:  LC  – gatunek najmniejszej troski,  NT  – gatunek bliski zagrożenia,  VU  – gatunek narażony,  EN  – gatunek zagrożony.